# Heresiarches eudoxius
Heresiarches eudoxius är en stekelart som först beskrevs av Wesmael 1845.  Heresiarches eudoxius ingår i släktet Heresiarches och familjen brokparasitsteklar. Arten är reproducerande i Sverige. Inga underarter finns listade i Catalogue of Life.